# طارق حسين (مغني)
طارق حسين هو مغني وكاتب أغاني كندي، ولد في 24 ديسمبر 1968.

## وصلات خارجية
- طارق حسين على موقع ميوزك برينز (الإنجليزية)
- طارق حسين على موقع ديسكوغز (الإنجليزية)